# Гласник Српског археолошког друштва
Гласник Српског археолошког друштва je научни часопис који излази од 1984. године и бави се археолошким питањима.

## О часопису
Часопис објављује оригиналне научне радове, прегледне радове, прелиминарне научне извештаје, критичке приказе, расправе. Географски, претежно су у питању радови везани за археологију на тлу Србије, у мањој мери из других делова света. Тематски, објављују се анализе археолошке грађе, извештаји са ископавања и рекогносцирања, мулти- и интердисциплинарни прилози, и друго.
Од осталих рубрика, ранији бројеви објављивали су и вести Српског археолошког друштва и вести везане за археологију (списак археолога који су дипломирали, магистрирали, докторирали). Од тих рубрика у актуелним бројевима само се још објављују In memoriam.
Часопис има категорију М 51 (врхунски часопис националног значаја) према категоризацији часописа Министарства просвете, науке и технолошког развоја Републике Србије.
Гласник Српског археолошког друштва је, поред часописа Старинар и Зборник Народног музеја – Археологија, једини часопис који се објављује у Републици Србији посвећен искључиво темама из археологије.
Радови се објављују на српском језику, са енглеским резимеом, или на енглеском језику, са српским резимеом.

### Историјат
Гласник Српског археолошког друштва покренут је 1984. године као гласило Српског археолошког друштва. Први уредник Гласника био је тадашњи председник Друштва Димитрије Мадас. Досадашњи уредници били су Бранислав Анђелковић, Мирослав Вујовић, Ђорђе Јанковић, Дејан Радичевић.

### Периодичност излажења
Часопис се објављује једном годишње.

## Уредници
- Димитрије Мадас (1984-1987)
- Марко Поповић (1988-1990)
- Милоје Васић (1991)
- Александар Јовановић (1992)
- Душан Мркобрад (1993-1995)
- Петар Петровић (1996)
- Никола Тасић (1997)
- Ђорђе Јанковић (1998-2000)
- Сава Тутунџић (2001-2004)
- Бранислав Анђелковић (2005—2008)
- Мирослав Вујовић (2009—2011)
- Ђорђе Јанковић (2012—2014)
- Дејан Радичевић (2015- )[4]

## Теме
Часопис покрива тематску област археологија и сродне дисциплине и поддисциплине (зооархеологија, биофизичка антропологија, археоботаника, геоархеологија, епиграфика, нумизматика, и друго).

## Типови радова
Типови радова који се публикују у часопису су у следећим категоријама:
- оригинални истраживачки радови, у којима се износе претходно необјављени резултати сопствених истраживања научним методом;
- прегледни радови, који садрже оригиналан, детаљан и критички приказ истраживачког проблема или подручја у коме је аутор остварио одређени допринос;
- кратка или претходна саопштења (оригинални научни радови пуног формата, али мањег обима или прелиминарног карактера);
- научне критике, односно полемике (расправе на одређену научну тему засноване искључиво на научној аргументацији) и осврти;
- критичка издања историјско-архивске научне грађе – дотад непознате или недовољно приступачне за научна истраживања;
- прикази научних књига из области археологије.

## Галерија
- Гласник Српског археолошког друштва, 2006.
- Гласник Српског археолошког друштва, 2007.
- Гласник Српског археолошког друштва, 2008.
- Гласник Српског археолошког друштва, 2013.
- Гласник Српског археолошког друштва, 2016.